# José Eugenio Hernández
José Eugenio „Cheche” Hernández Sarmiento (ur. 18 marca 1956 w Bogocie) – kolumbijski piłkarz występujący na pozycji pomocnika, reprezentant Kolumbii, trener piłkarski.